# كلارنس شامبرلن
كلارنس شامبرلن (بالإنجليزية: Clarence Chamberlin)‏ هو طيار أمريكي، ولد في 11 نوفمبر 1893 في دينيسون في الولايات المتحدة، وتوفي في 30 أكتوبر 1976 في دربي في الولايات المتحدة.